# Donja Selnica
 Donja Selnica  falu Horvátországban Krapina-Zagorje megyében. Közigazgatásilag Zlatarhoz  tartozik.

## Fekvése
Krapinától 23 km-re délkeletre, községközpontjától 8 km-re északkeletre a Horvát Zagorje területén fekszik.

## Története
A településnek 1857-ben 443, 1910-ben 553 lakosa volt. Trianonig Varasd vármegye Zlatari járásához tartozott. 
2001-ben 241 lakosa volt.

## Nevezetességei
Belec-kastély 